# 유대인 쥐스 (1940년)
《유대인 쥐스》(Jud Süß)는 1940년 나치 독일에서 개봉한 시대극이자 프로파간다 영화로, 요제프 괴벨스의 명령으로 테라 필름(Terra Film)에서 제작하였다. 각본을 공동 집필한 파이트 하를란(Veit Harlan)이 감독을 맡았다.
영화의 소재는 18세기 뷔르템베르크 공작의 궁정 유대인으로서 공국의 재정을 장악하고 악행을 일삼다가 공작의 사망 이후 체포, 처형된 요제프 쥐스 오펜하이머라는 실존 인물의 이야기로, 일찍이 이를 바탕으로 한 빌헬름 하우프의 유대인 쥐스 (1827)과 리온 포이히트방거의 유대인 쥐스 (1925)의 문학적 성공이 여기에 유명세를 더한 바 있다. 나치당 당국은 이를 유대인의 모략과 퇴폐성을 주장할 선전의 도구로 여겨 영화의 제작과 상영을 지원하였다.

## 같이 보기
- 영원한 유대인
- 로스차일드가 (영화)